# Procatedral de Nuestra Señora del Perpetuo Socorro
La Procatedral de Nuestra Señora del Perpetuo Socorro o simplemente Catedral de Nuestra Señora del Perpetuo Socorro (en inglés: Pro-Cathedral of Our Lady of Perpetual Help) es el nombre que recibe un edificio religioso que se encuentra en Harris Promenade en la localidad de San Fernando en la Isla de Trinidad, parte del país caribeño de Trinidad y Tobago.
El templo sigue el rito romano o latino y funciona como la procatedral (o catedral temporal) de la Arquidiócesis Metropolitana de Puerto España. Recibió el estatus de Catedral por decisión del Papa Benedicto XVI en agosto de 2012.
El edificio empezó como una iglesia de madera en 1838 que fue terminada en 1849. En 1948 fue demolida para que en 1950 fuese reconstruida en estilo románico y en 1975 fue renombrada como Iglesia de Nuestra Señora del Perpetuo Socorro,  nombre al que se incorporó el título de procatedral posteriormente.